# Referendum w Szwajcarii w 2009 roku (luty)
Referendum w Szwajcarii w lutym 2009 roku – referendum w sprawie utrzymania swobodnego przepływu osób z Unii Europejskiej oraz rozszerzenia go na Bułgarię i Rumunię, które przystąpiły do UE 1 stycznia 2007 odbyło się w Szwajcarii w dniu 8 lutego 2009. Jeśli szwajcarscy wyborcy wypowiedzieliby się na ten temat negatywnie, postawiłoby to pod znakiem zapytania obowiązywanie wszystkich porozumień zawartych dotąd przez Szwajcarię z UE.

## Ankiety
Ankieta ze stycznia 2009 r. pokazała, że za przedłużeniem umowy jest 49%, 40% przeciwko, natomiast 11% jest niezdecydowanych; 48% wyborców zapowiedziało, że weźmie udział w referendum.

## Wyniki
W większości kantonów opowiedziano się za przedłużeniem prawa swobodnego wjazdu i podejmowania pracy przez obywateli UE na terenie Szwajcarii. Negatywny wynik odnotowano jedynie we włoskojęzycznym Ticino oraz niemieckojęzycznych Schwyz, Glarus i Appenzell Innerrhoden.
| Pytanie | Liczba głosów za | Liczba głosów przeciw | % głosów za | % głosów przeciw |
| --- | ---------------- | --------------------- | ----------- | ---------------- |
| Czy jesteś za przedłużeniem prawa swobodnego wjazdu i podejmowania pracy przez obywateli UE na terenie Szwajcarii? | 1 517 132        | 1 027 899             | 59,61       | 40,39            |

Za prawem swobodnego przepływy osób opowiedziało się 1 517 132 uczestników referendum, czyli 59,61 proc. Przeciwnego zdania było 1 027 899 głosujących, czyli 40,39 proc. Frekwencja wyborcza wyniosła 51,44 proc.
Zdecydowanie pozytywny wynik spowodował, że lewicowa Partia Zielonych i Socjaldemokratyczna Partia Szwajcarii oświadczyły, iż będą dążyć do ponowienia prób akcesji Szwajcarii do UE.